# Гришинська волость
Гришинська волость — історична адміністративно-територіальна одиниця Бахмутського повіту Катеринославської губернії із центром у селі Гришине.
Утворена 1861 року в результаті селянської реформи.
Станом на 1886 рік складалася з 5 поселень, 4 сільських громад. Населення — 9958 осіб (5153 чоловічої статі та 4805 — жіночої), 1684 дворових господарств.
|                     | Площа, десятин | У тому числі орної, дес. |
| ------------------- | -------------- | ------------------------ |
| Сільських громад    | 34666          | 21190                    |
| Приватної власності | 358            | 358                      |
| Іншої власності     | 292            | 292                      |
| Загалом             | 35316          | 21840                    |

Поселення волості:
- Гришине — колишнє державне село при річці Гришинка за 75 верст від повітового міста, 4135 осіб, 678 дворових господарств, православна церква, школа, арештантський будинок, 2 винних склади, 6 лавок, 3 ярмарки на рік, поштова станція.
- Ново-Економічне (Коракове) — колишнє власницьке село при річці Казенний Торець, 2350 осіб, 411 дворових господарств, православна церква, школа, арештантський будинок, винний склад, 6 лавок, 2 бондарні, 2 ярмарки на рік.
- Сергіївка (Гулове) — колишнє державне село при річці Ковалиха, 3308 осіб, 562 дворових господарств, православна церква, арештантський будинок, винний склад, 4 лавки, 2 бондарні, 2 ярмарки на рік, базари по неділях.

За даними на 1908 рік у волості налічувалось 4 поселення, загальне населення волості зменшилось до 8927 осіб (4405 чоловічої статі та 4522 — жіночої), 1352 дворових господарств.